# 硫酸カドミウム
硫酸カドミウム（りゅうさんカドミウム、英 Cadmium sulfate）はカドミウムの硫酸塩で、化学式CdSO4で表される無機化合物。無水物、一水和物、八水和物がある。

## 用途
プリント基板のカドミウムめっきに使われる。希にdrobeciteやニーダマイライト (Niedermayrite) と呼ばれる鉱物から八水和物が発見され、顔料として用いられる。

## 生成
単体のカドミウム、酸化カドミウムもしくは水酸化カドミウムと希硫酸との反応によって生成する。
{\displaystyle {\ce {{CdO}+ H2SO4 -> {CdSO4}+ H2O}}}

## 八水和物
硫酸カドミウム八水和物（3CdSO4·8H2O）は無色、無臭の単斜晶系の結晶で、ウェストン電池の電解質や、顔料として用いられる。

## 安全性
日本の毒劇法では劇物に指定されている。不燃性であるが、加熱により分解し、カドミウムや硫黄酸化物を含む有毒ガスを生じる。ラットに経口投与した場合の半数致死量は357mg/kgで、長期的には腎臓や骨、気管に影響を及ぼす。